# العرقة (جحانة)

تعديل مصدري - تعديل

العرقة هي إحدى قرى عزلة اليمانية السفلى بمديرية جحانة التابعة لمحافظة صنعاء، بلغ تعداد سكانها 129 نسمة حسب تعداد اليمن لعام 2004.